# Galatèids

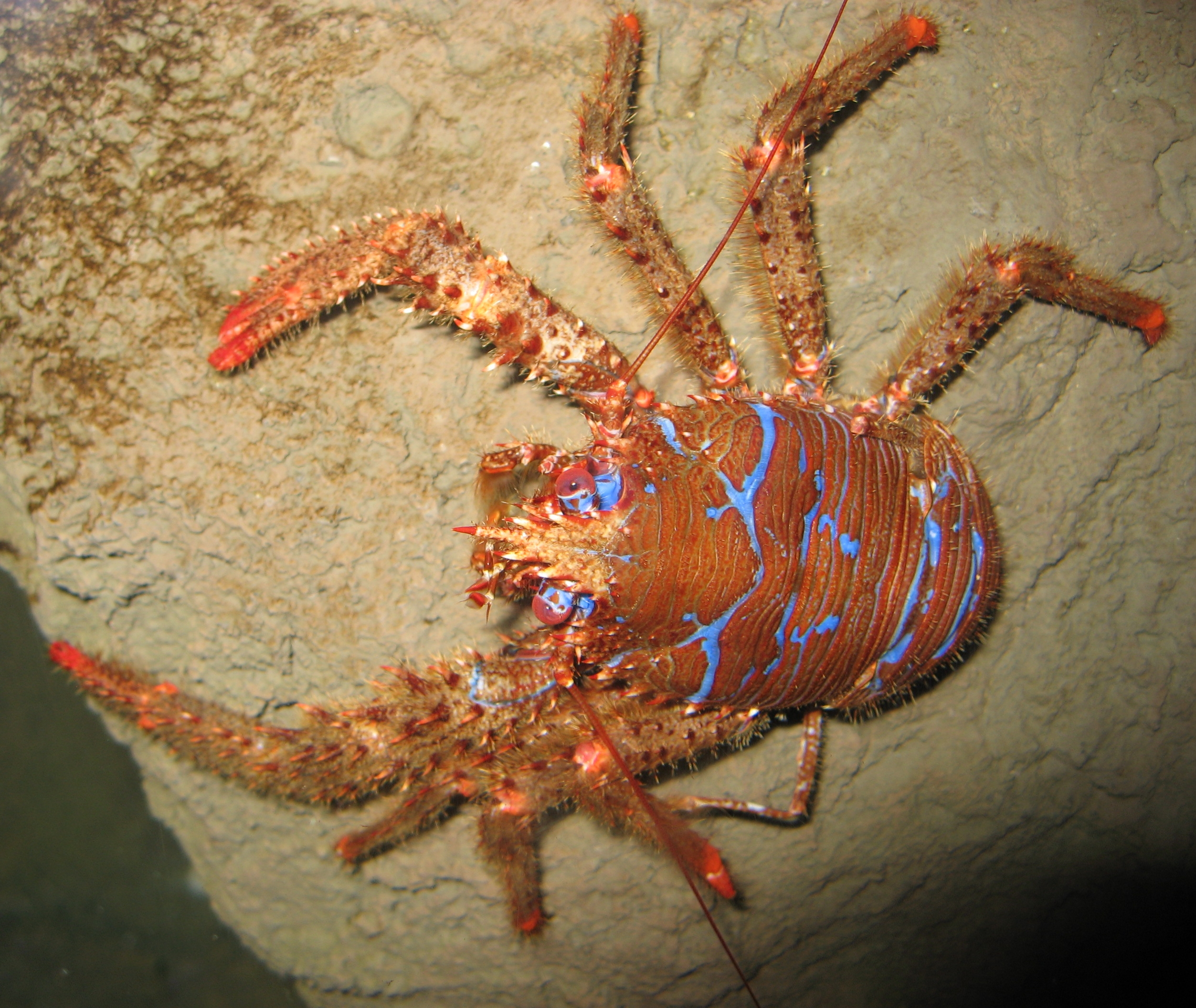
Galathea strigosa

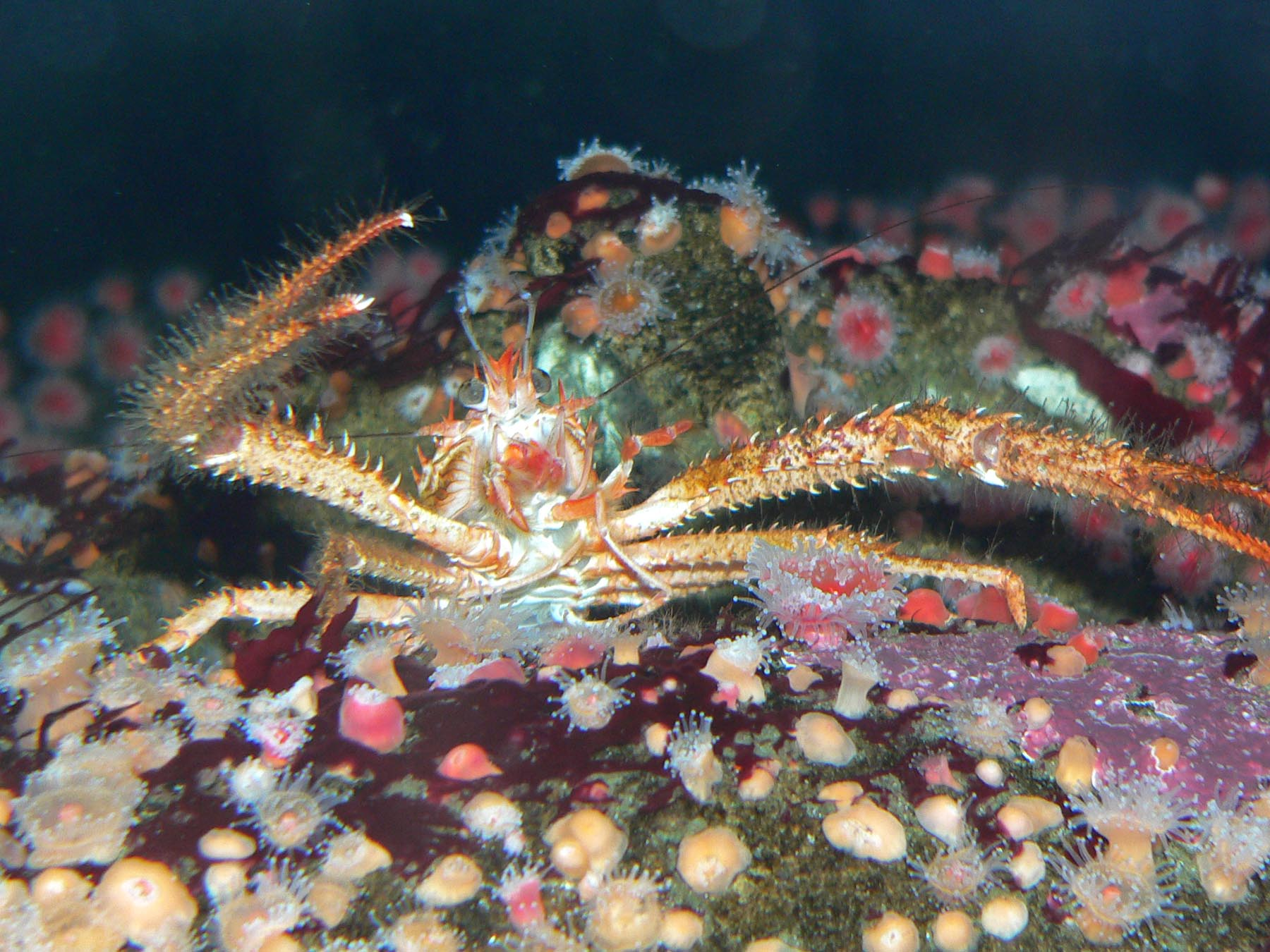
Munida quadrispina

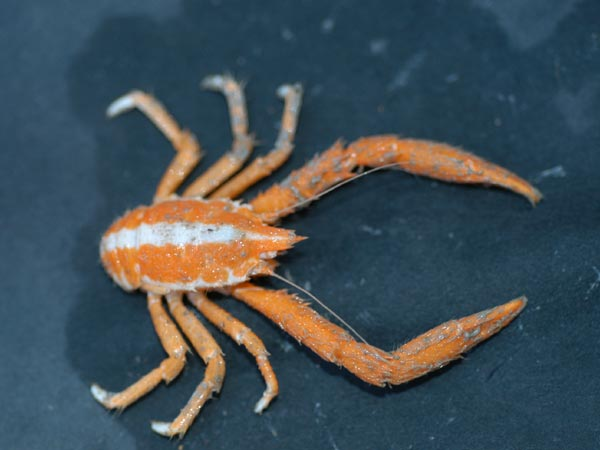
Munidopsis tridentata

Els galatèids (Galatheidae) són uns crustacis decàpodes anomurs de la superfamília dels galateoïdeus (Galatheoidea).

## Biologia
És l'única família dels galateoïdeus present en el Mediterrani occidental. Les espècies més comunes pertanyen als gèneres Galathea, amb un rostre triangular típic, i Munida, amb el rostre dividit en tres lòbuls. Molts dels exemplars són coneguts amb el nom comú de sastres, especialment els del gènere Galathea.
A diferència dels bernats ermitans són simètrics com la majoria dels crustacis, però tenen l'abdomen doblegat ventralment, característica dels anomurs. Són de mida mitjana; per exemple Munida rugosa arriba com a màxim als 10 cm amb l'abdomen estirat, i Galathea australiensis pot assolir els 15 cm de llargada.
Són bentònics i viuen en els fons rocosos i en la sorra. N'hi ha de carnívors, com el sastre de potes llargues (Munida rugosa) que s'alimenta de crustacis i poliquets, o necròfags, com la xinxa (Munida rugosa).

## Sistemàtica
Una llista de gèneres i espècies de referència, tot i que incompleta, és l'elaborada per la NCBI

### Agononida
- Agononida alisae
- Agononida incerta
- Agononida laurentae
- Agononida marini
- Agononida ocyrhoe
- Agononida pilosimanus
- Agononida procera
- Agononida similis
- Agononida sphecia

### Alainius
- Alainius crosnieri

### Bathymunida
- Bathymunida nebulosa
- Bathymunida sibogae

### Cervimunida
- Cervimunida johni

### Crosnierita
- Crosnierita dicata
- Crosnierita urizae
- Crosnierita yante

### Galathea
- Galathea squamifera

La llista de la ITIS que contempla menys gèneres, en canvi, cita 7 espècies de les quals tan sols dues espècies (G. rostrata i G. spinosorostris) han sigut validades.
- Galathea dispersa
- Galathea intermedia
- Galathea nexa
- Galathea rostrata
- Galathea spinosorostris
- Galathea squamifera
- Galathea strigosa

### Heteronida
- Heteronida aspinirostris

### Leiogalathea
- Leiogalathea laevirostris

### Munida
- Munida acantha
- Munida alonsoi
- Munida armilla
- Munida callista
- Munida clinata
- Munida compressa
- Munida congesta
- Munida distiza
- Munida eclepsis
- Munida gordoae
- Munida gregaria
- Munida guttata
- Munida leagora
- Munida lenticularis
- Munida leptosyne
- Munida leviantennata
- Munida longipes
- Munida militaris
- Munida notata
- Munida ofella
- Munida ommata
- Munida pagesi
- Munida proto
- Munida psamathe
- Munida psylla
- Munida quadrispina
- Munida rhodonia
- Munida rogeri
- Munida rosula
- Munida rubrodigitalis
- Munida rufiantennulata
- Munida spilota
- Munida spinosa
- Munida stia
- Munida subrugosa
- Munida taenia
- Munida thoe
- Munida tiresias
- Munida tuberculata
- Munida tyche
- Munida zebra

### Munidopsis
- Munidopsis albatrossae
- Munidopsis antonii
- Munidopsis aries
- Munidopsis bracteosa
- Munidopsis cascadia
- Munidopsis exuta
- Munidopsis hirtella
- Munidopsis kensmithi
- Munidopsis lauensis
- Munidopsis polymorpha
- Munidopsis quadrata
- Munidopsis recta
- Munidopsis rugosa
- Munidopsis scotti
- Munidopsis segonzaci
- Munidopsis tiburon
- Munidopsis verrucosus
- Munidopsis vrijenhoeki

### Onconida
- Onconida alaini
- Onconida tropis

### Paramunida
- Paramunida belone
- Paramunida granulata
- Paramunida labis
- Paramunida luminata
- Paramunida pictura
- Paramunida pronoe
- Paramunida stichas
- Paramunida thalie

### Plesionida
- Plesionida aliena

### Pleuroncodes
- Pleuroncodes monodon

### Raymunida
- Raymunida cagnetei
- Raymunida confundens
- Raymunida dextralis
- Raymunida elegantissima
- Raymunida erythrina
- Raymunida formosanus
- Raymunida insulata